# Groebisches Institut

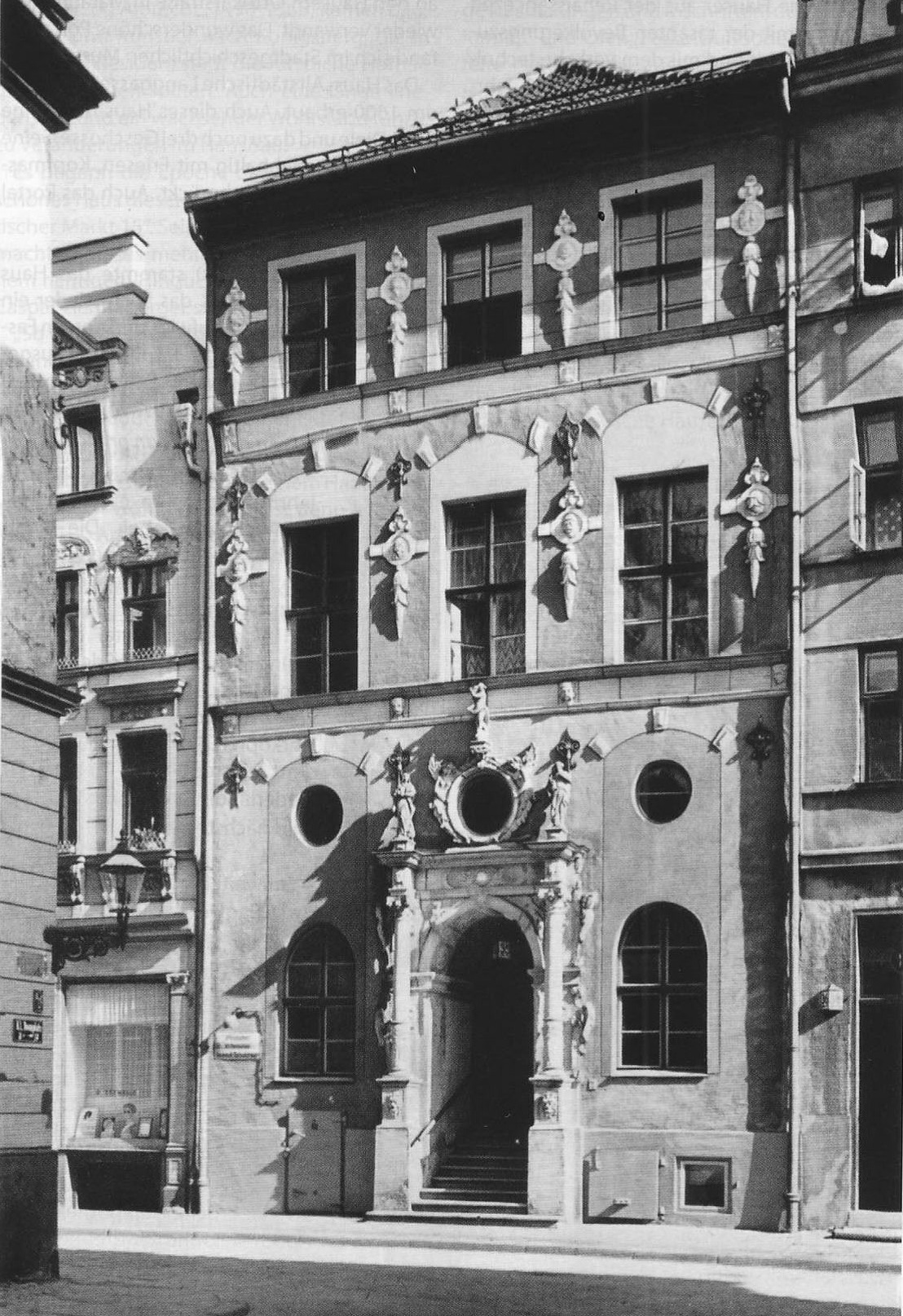
Das Groebensche Stipendienhaus in Kneiphof in der Fleischbänkenstrasse 35

Das Groebische Institut war eine Familien-Erziehungs-Einrichtung (Stipendienhaus) des Adelshauses Groeben in Königsberg i. Pr.

## Geschichte
1711, ein Jahr vor seinem Tod, stiftete der königlich-preußische Amtshauptmann zu Osterode und Hohenstein  Friedrich von der Groeben das Institut. Außerdem stiftete er am 8. April 1711 vier Familienmajorate – Neudörfchen, Ponarien, Groß Schwansfeld und Ludwigsdorf, die mit dem Gut Harnau zu dessen Finanzierung beitragen mussten. Das Institut bestand bis in das späte 19. Jahrhundert auf dem Kneiphof. Das Stipendium wurde in Form von freier Kost, Unterbringung und Unterricht gewährt. 1898 wurde das Haus vom Corps Masovia übernommen.

## Absolventen
- August von Saucken-Julienfelde